# 三角斧蛤
三角斧蛤（学名：Donax deltoides）为斧蛤科斧蛤屬下的一个种。